# David Millar
David Millart (Mtarfa, Malta, 4 de janeiro de 1977) é um ciclista escocês. Defendeu as cores do Reino Unido nos Jogos Olímpicos de 2000 e 2012.